# Ovil
Ovil é uma povoação portuguesa do Município de Baião que foi sede da extinta Freguesia de Ovil, freguesia que tinha 16,67 km² de área e 701 habitantes (2011), e, por isso, uma densidade populacional de 42 hab./km².
A Freguesia de Ovil foi extinta em 2013, no âmbito de uma reforma administrativa nacional, tendo sido agregada à Freguesia de Campelo, para formar uma nova freguesia denominada União das Freguesias de Campelo e Ovil com sede em Campelo.
Em Vilarelho, Ovil, em 1957 nasceu o escritor António Mota.

## População
| População da freguesia de Ovil | População da freguesia de Ovil | População da freguesia de Ovil | População da freguesia de Ovil | População da freguesia de Ovil | População da freguesia de Ovil | População da freguesia de Ovil | População da freguesia de Ovil | População da freguesia de Ovil | População da freguesia de Ovil | População da freguesia de Ovil | População da freguesia de Ovil | População da freguesia de Ovil | População da freguesia de Ovil | População da freguesia de Ovil |
| ------------------------------ | ------------------------------ | ------------------------------ | ------------------------------ | ------------------------------ | ------------------------------ | ------------------------------ | ------------------------------ | ------------------------------ | ------------------------------ | ------------------------------ | ------------------------------ | ------------------------------ | ------------------------------ | ------------------------------ |
| 1864                           | 1878                           | 1890                           | 1900                           | 1911                           | 1920                           | 1930                           | 1940                           | 1950                           | 1960                           | 1970                           | 1981                           | 1991                           | 2001                           | 2011                           |
| 1 367                          | 1 318                          | 1 395                          | 1 508                          | 1 645                          | 1 681                          | 1 641                          | 1 743                          | 1 798                          | 1 629                          | 1 364                          | 1 174                          | 996                            | 901                            | 701                            |

| Distribuição da População por Grupos Etários | Distribuição da População por Grupos Etários | Distribuição da População por Grupos Etários | Distribuição da População por Grupos Etários | Distribuição da População por Grupos Etários | Distribuição da População por Grupos Etários | Distribuição da População por Grupos Etários | Distribuição da População por Grupos Etários | Distribuição da População por Grupos Etários | Distribuição da População por Grupos Etários |
| -------------------------------------------- | -------------------------------------------- | -------------------------------------------- | -------------------------------------------- | -------------------------------------------- | -------------------------------------------- | -------------------------------------------- | -------------------------------------------- | -------------------------------------------- | -------------------------------------------- |
| Ano                                          | 0-14 Anos                                    | 15-24 Anos                                   | 25-64 Anos                                   | > 65 Anos                                    |                                              | 0-14 Anos                                    | 15-24 Anos                                   | 25-64 Anos                                   | > 65 Anos                                    |
| 2001                                         | 130                                          | 117                                          | 409                                          | 245                                          |                                              | 14,4%                                        | 13,0%                                        | 45,4%                                        | 27,2%                                        |
| 2011                                         | 73                                           | 80                                           | 340                                          | 208                                          |                                              | 10,4%                                        | 11,4%                                        | 48,5%                                        | 29,7%                                        |

## Património
- Igreja Matriz de São João de Ovil;
- Capela de São Tiago;
- Capela de Santo António;
- Anta da Aboboreira ou Anta de Chã de Parada ou Dólmen da Fonte do Mel;
- Conjunto Megalítico de Outeiro de Gregos;
- Conjunto Megalítico de Meninas do Crasto;
- Conjunto Megalítico de Outeiro de Ante.